# Betalingsbalance
Betalingsbalancen er en opgørelse af samtlige betalinger mellem et land og udlandet i det forløbne år. Her kan man læse omfanget af landets indtægter og udgifter i samhandlen og andre transaktioner med udlandet.

## Opgørelsesmetode
Betalingsbalancen opgøres efter det dobbelte bogholderis princip. En bestemt transaktion posteres dermed altid to steder. En given vareeksport vil således typisk blive bogført dels som en indtægt under betalingsbalancens løbende poster, dels som en udgift under betalingsbalancens finansielle poster.

### De løbende poster
Udover saldoen på vare- og tjenestebalancen (dvs. overskuddet på landets samhandel af varer og tjenesteydelser med udlandet) består betalingsbalancens løbende poster af (netto)løn- og formueindkomst plus løbende (netto)overførsler fra udlandet. Det er dette beløb, overskuddet på betalingsbalancens løbende poster, der i daglig tale blot omtales som "overskuddet på betalingsbalancen" eller "underskuddet på betalingsbalancen".

### Kapitalposterne
Lægger man kapitalposter netto fra udlandet (forskellige typer af engangs-overførsler, dvs. gaver, som for et land som Danmark normalt er uden særlig størrelsesmæssig betydning) til de løbende poster, fås nettofordringserhvervelsen på udlandet. Den er lig med forøgelsen af landets (netto)tilgodehavender i udlandet, altså udlandsformuen eller, hvis tallet er negativt, udlandsgælden.

### De finansielle poster
Betalingsbalancens finansielle poster viser, hvorledes udsving på de løbende poster og kapitalposterne er finansieret. Hvis de løbende poster udviser et underskud, vil de finansielle poster vise et tilsvarende overskud, således at balancen altid er 0. Hvis der er overskud på de finansielle poster, har det pågældende land altså stiftet gæld ved at importere kapital for at finansiere underskuddet på de løbende poster. Hvis der er underskud på de finansielle poster, har det pågældende land eksporteret kapital, evt. i form af fordringer på udlandet, som modsvarer overskuddet på de løbende poster. Summen af nettofordringserhvervelsen og betalingsbalancens finansielle poster skal være 0, sådan at den samlede betalingsbalance i egentlig forstand giver balance. I praksis opnås denne balance dog typisk kun i regnskabet ved at inkludere afstemningsposten fejl og udeladelser.

## Danske forhold
Siden 1990 har Danmark bortset fra et enkelt år, 1998, haft overskud på betalingsbalancen hvert år. I 2012 udgjorde overskuddet 105 mia. kr., hvilket var en ny rekord. Overskuddet på varebalancen bidrog med 47,7 mia. kr., og overskuddet på tjenestebalancen var næsten lige så stort: 44,8 mia. kr. Løn- og formueindkomsten bidrog med 47,8 mia. kr. Det meste heraf var nettoindtægter i form af renter og udbytter fra udlandsformuen. De løbende overførsler fra udlandet var imidlertid negative med -35,4 mia. kr. De dækker over overførsler til og fra EU, udviklingsbistand, bidrag til internationale organisationer som OECD, FN mv., og overførsler til Grønland og Færøerne. Kapitaloverførslerne bidrog med 1 mia. kr., hvilket gav en samlet nettofordringserhvervelse på udlandet i 2012 på 106 mia. kr.
Ved udgangen af 2012 var Danmarks nettotilgodehavender i udlandet (Danmarks samlede udlandsformue) på 636 mia. kr. eller 35 % af BNP. I 2011 var Danmark et af seks EU-lande, som havde en positiv udlandsformue (ud af i alt 27 medlemslande). De øvrige var Finland, Tyskland og de tre Benelux-lande.

## Er betalingsbalancen en vigtig økonomisk-politisk problemstilling?
I den lange periode fra midten af 1960’erne og til slutningen af 1980’erne var der i Danmark stor fokus på, at betalingsbalancen løbende udviste underskud. Det blev hyppigt udlagt på den måde, at dansk økonomi levede over evne og gældsatte sig. Betalingsbalance-underskuddet spillede dermed også en vigtig rolle i tilrettelæggelsen af den økonomiske politik.
Fra 1980’erne voksede imidlertid det såkaldte ”nye syn” på betalingsbalancen frem i fagøkonomiske kredse. Det fremfører, at efter etableringen af fri kapitalbevægelser bør betalingsbalancen ikke længere tillægges så stor en rolle i den økonomiske politik. Betalingsbalancen er definitorisk lig med forskellen på et lands opsparing og investeringer, så betalingsbalancen udviser underskud, hvis investeringerne er større end opsparingen, og omvendt. Da variationer i nettoopsparingen mellem forskellige lande nemt kan håndteres via de internationale kapitalmarkeder, bør over- eller underskud på betalingsbalancen ikke være nogen selvstændig årsag til økonomisk-politiske indgreb.
Det nye syn er bl.a. blevet repræsenteret af de økonomiske vismænd. I en kronik om emnet i 1998 påpegede de, at ændringer i betalingsbalancen altid skyldes, at enten samfundets samlede opsparing eller investeringer har ændret sig. Et faldende investeringsniveau vil f.eks. forbedre betalingsbalancen for en uændret opsparing, men er ikke nødvendigvis en fordel for landet. En faldende opsparing vil forværre betalingsbalancen for uændrede investeringer, men kan heller ikke under alle omstændigheder siges at være dårlig. Det vil afhænge af de nærmere årsager bag den faldende opsparing. Ændringer i betalingsbalancen kan således i nogle situationer være symptomer på forhold, som bør adresseres, mens betalingsbalancen ikke i sig selv bør være et vigtigt slutmål for den økonomiske politik.
Synspunktet er næppe endnu nået ud til den brede offentlighed, men da betalingsbalancen har udvist overskud i mange år, har problemstillingen i det hele taget i det seneste årti fået langt mindre opmærksomhed i den økonomiske politik, end det var tilfældet i 1970’erne og 1980’erne.